# Clotilde Doda
Clotilde (llatí Chrothildis) igualment anomenada Doda († 3 de juny de 694) fou una reina dels Francs en tant que esposa del rei merovingi Teodoric III (vers 651 † 690-691).

## El seu nom
Encara que el Líber Historiae Francorum la designa com a Clotilde, les cartes i diplomes contemporanis la designen Chrotechildis o Chrothildis és a dir Rothilde (Rotilda), com mostra Karl-August Eckardt. Quant al nom de Doda, apareix en la menció de la seva sepultura: «Teodoric, rei dels F(rancs i) la reina Doda». L'epitafi precisa igualment: «El rei Teodoric (...) reposa aquí, amb la seva dona Doda».

## Matrimoni i fills
Poc abans del 678 es va casar amb Teodoric III (vers 651 † 690-691), rei franc de Nèustria i de Borgonya des del 673-675 a 691 i també d'Austràsia després del 687 fins al 691. D'aquest matrimoni van néixer:
- Clodoveu IV (v. 678 † 695), rei dels Francs
- Khildebert IV († 711), rei dels Francs

A aquests dos fills s'afegeixen de manera hipotètica dos altres fills:
- Clotari IV († 718), rei dels Francs. La qüestió del parentiu entre Teodoric III i Clotari IV és bastant complexa, d'una banda perquè cap document contemporani no la precisa, d'altra banda perquè les poques fonts tardanes que la menciona són sovint contradictoris entre elles i amb les altres dades conegudes. Sembla tanmateix que, tenint en compte l'anàlisi de les diferents confusions que han induït aquestes incoherències, Clotari IV seria el fill de Teodoric III i de Clotilde Doda.[4]

- Bertrada, fundadora de l'abadia de Prüm i mare del comte Caribert de Laon.[5]

## Viudetat
El seu espòs fou rei sota el control dels diferents majordoms del palau: Ebroí (el 673), Leodegar (675-676), Ebroí de nou (676-680), Warattó (680-686) i Bercari (686-687) el qual fou vençut per Pipí el Jove, majordom del palau d'Autràsia que va reunificar els tres regnes francs i va dominar a Teodoric III.
Aquest últim va morir el 691. Clotilde Doda li va sobreviure i fou regent del regne en nom del seu fill Clodoveu IV fins al 5 de juny del 692, que és considerada la data de la de la seva defunció. Està enterrada amb el seu marit a l'abadia de Saint-Vaast d'Arràs.

## Filiació
La seva filiació no és mencionada pels textos contemporanis. Apareix al Chronicon d'Adémar de Chabannes que escrivia a la fi del segle x, que diu que el 717 Carles Martell (...) es va apoderar de Plectruda, la seva sogra (...) i va col·locar sobre el tron a Clotari, el seu cosí, fill de Clodoveu, que era el fill de Dagobert». Fins i tot si la filiació de Clotari (IV) és errònia i resulta d'una confusió amb Clotari III, la menció del parentiu entre Clotari IV i Carles Martell pot ser exacta. Com que ni Carles, ni els seus pares, són merovingis, el vincle de parentiu passa probablement per la mare de Clotari.
Altres arguments militen en aquest sentit:
- Diversos parents propers a Bertrada de Prüm, porten noms merovingis[8] el que milita a favor d'un parentiu entre Bertrada de Prüm i els merovingis.

- Pipí I el Breu i la seva esposa Bertrada de Laon posseïen cadascun la meitat de dues vil·les, una a Rommersheim, l'altre a Rheinbach i tenien cadascun la seva meitat del seu pare respectiu. Això suposa un repartiment d'aquestes propietats a una generació relativament recent. Caribert, el pare de Bertrada de Laon, tenia les seves propietats de la seva mare Bertrada de Prüm.

Una primera explicació va estar avançada, considerant que Plectruda, sogra de Carles Martell, és una parenta propera de Bertrada de Prüm, el que explica que hi hagués hagut repartiment de la vil·la entre Plectruda i Bertrada, que serien germanes, però aquest raonament no té comte la transmissió dels noms merovingis, i no té comte de l'existència d'altres germanes de Plectruda. Maurice Chaume proposa una altra solució: que Bertrada de Laon sigui una filla de Teodoric III i de Clotilde Doda, aquesta al seu torn filla d'Ansegisel i de Begga, doncs germana de Pipí el Jove, el pare de Charles Martell. Aquesta proposició explica igualment el parentiu entre Clotari IV i Carles Martell, així com la raó per a la qual Clotilde Doda va ser regent a la mort del seu marit: el majordom de palau era el seu germà.
Però l'onomàstica suggereix una variant lleugerament diferent d'aquesta demostració : Chrothildis és composta de les arrels chrot (que es troba en Chrodoari, la mare probable de sant Arnoulf) i hildis (que és el nom de l'esposa de Clodulf de Metz). Clotilde Doda seria llavors la filla de Clodulf i de Hilda i, per tant, la cosina germana de Pipí el Jove, més que la germana. Quan al nom de Doda, remet al de la seva àvia, l'esposa de sant Arnulf.

## Genealogia
|           |           |                    |                    |                    |                    |                    |                    |                               |                               |                               |                               | Bodogisel                     | Bodogisel                     | Bodogisel   | Bodogisel   | Bodogisel                            | Bodogisel                            |                                      |                                      | Chrodoari                            | Chrodoari                            | Chrodoari     | Chrodoari     | Chrodoari     | Chrodoari     |  |  |            |            |            |            |            |            |  |  |                                           |                                           |                                           |                                           |                                           |                                           |  |  |  |  |  |  |  |  |  |  |  |  |  |  |  |  |  |  |  |  |  |  |  |  |  |  |  |  |  |  |  |  |
|           |           |                    |                    |                    |                    |                    |                    |                               |                               |                               |                               | Bodogisel                     | Bodogisel                     | Bodogisel   | Bodogisel   | Bodogisel                            | Bodogisel                            |                                      |                                      | Chrodoari                            | Chrodoari                            | Chrodoari     | Chrodoari     | Chrodoari     | Chrodoari     |  |  |            |            |            |            |            |            |  |  |                                           |                                           |                                           |                                           |                                           |                                           |  |  |  |  |  |  |  |  |  |  |  |  |  |  |  |  |  |  |  |  |  |  |  |  |  |  |  |  |  |  |  |  |
|           |           |                    |                    |                    |                    |                    |                    |                               |                               |                               |                               |                               |                               |             |             |                                      |                                      |                                      |                                      |                                      |                                      |               |               |               |               |  |  |            |            |            |            |            |            |  |  |                                           |                                           |                                           |                                           |                                           |                                           |  |  |  |  |  |  |  |  |  |  |  |  |  |  |  |  |  |  |  |  |  |  |  |  |  |  |  |  |  |  |  |  |
|           |           |                    |                    |                    |                    |                    |                    |                               |                               |                               |                               |                               |                               |             |             | Arnulf bisbe de Metz († 640)         | Arnulf bisbe de Metz († 640)         | Arnulf bisbe de Metz († 640)         | Arnulf bisbe de Metz († 640)         | Arnulf bisbe de Metz († 640)         | Arnulf bisbe de Metz († 640)         |               |               |               |               |  |  | Doda       | Doda       | Doda       | Doda       | Doda       | Doda       |  |  |                                           |                                           |                                           |                                           |                                           |                                           |  |  |  |  |  |  |  |  |  |  |  |  |  |  |  |  |  |  |  |  |  |  |  |  |  |  |  |  |  |  |  |  |
|           |           |                    |                    |                    |                    |                    |                    |                               |                               |                               |                               |                               |                               |             |             | Arnulf bisbe de Metz († 640)         | Arnulf bisbe de Metz († 640)         | Arnulf bisbe de Metz († 640)         | Arnulf bisbe de Metz († 640)         | Arnulf bisbe de Metz († 640)         | Arnulf bisbe de Metz († 640)         |               |               |               |               |  |  | Doda       | Doda       | Doda       | Doda       | Doda       | Doda       |  |  |                                           |                                           |                                           |                                           |                                           |                                           |  |  |  |  |  |  |  |  |  |  |  |  |  |  |  |  |  |  |  |  |  |  |  |  |  |  |  |  |  |  |  |  |
|           |           |                    |                    |                    |                    |                    |                    |                               |                               |                               |                               |                               |                               |             |             |                                      |                                      |                                      |                                      |                                      |                                      |               |               |               |               |  |  |            |            |            |            |            |            |  |  |                                           |                                           |                                           |                                           |                                           |                                           |  |  |  |  |  |  |  |  |  |  |  |  |  |  |  |  |  |  |  |  |  |  |  |  |  |  |  |  |  |  |  |  |
|           |           |                    |                    |                    |                    |                    |                    |                               |                               |                               |                               |                               |                               |             |             |                                      |                                      |                                      |                                      |                                      |                                      |               |               |               |               |  |  |            |            |            |            |            |            |  |  |                                           |                                           |                                           |                                           |                                           |                                           |  |  |  |  |  |  |  |  |  |  |  |  |  |  |  |  |  |  |  |  |  |  |  |  |  |  |  |  |  |  |  |  |
| Hilda (?) | Hilda (?) | Hilda (?)          | Hilda (?)          | Hilda (?)          | Hilda (?)          |                    |                    | Clodulf bisbe de Metz († 697) | Clodulf bisbe de Metz († 697) | Clodulf bisbe de Metz († 697) | Clodulf bisbe de Metz († 697) | Clodulf bisbe de Metz († 697) | Clodulf bisbe de Metz († 697) |             |             |                                      |                                      |                                      |                                      |                                      |                                      |               |               |               |               |  |  |            |            |            |            |            |            |  |  | Ansegisel domèstic († 662)                | Ansegisel domèstic († 662)                | Ansegisel domèstic († 662)                | Ansegisel domèstic († 662)                | Ansegisel domèstic († 662)                | Ansegisel domèstic († 662)                |  |  |  |  |  |  |  |  |  |  |  |  |  |  |  |  |  |  |  |  |  |  |  |  |  |  |  |  |  |  |  |  |
| Hilda (?) | Hilda (?) | Hilda (?)          | Hilda (?)          | Hilda (?)          | Hilda (?)          |                    |                    | Clodulf bisbe de Metz († 697) | Clodulf bisbe de Metz († 697) | Clodulf bisbe de Metz († 697) | Clodulf bisbe de Metz († 697) | Clodulf bisbe de Metz († 697) | Clodulf bisbe de Metz († 697) |             |             |                                      |                                      |                                      |                                      |                                      |                                      |               |               |               |               |  |  |            |            |            |            |            |            |  |  | Ansegisel domèstic († 662)                | Ansegisel domèstic († 662)                | Ansegisel domèstic († 662)                | Ansegisel domèstic († 662)                | Ansegisel domèstic († 662)                | Ansegisel domèstic († 662)                |  |  |  |  |  |  |  |  |  |  |  |  |  |  |  |  |  |  |  |  |  |  |  |  |  |  |  |  |  |  |  |  |
|           |           |                    |                    |                    |                    |                    |                    |                               |                               |                               |                               |                               |                               |             |             |                                      |                                      |                                      |                                      |                                      |                                      |               |               |               |               |  |  |            |            |            |            |            |            |  |  |                                           |                                           |                                           |                                           |                                           |                                           |  |  |  |  |  |  |  |  |  |  |  |  |  |  |  |  |  |  |  |  |  |  |  |  |  |  |  |  |  |  |  |  |
|           |           |                    |                    |                    |                    |                    |                    |                               |                               |                               |                               |                               |                               |             |             |                                      |                                      |                                      |                                      |                                      |                                      |               |               |               |               |  |  |            |            |            |            |            |            |  |  |                                           |                                           |                                           |                                           |                                           |                                           |  |  |  |  |  |  |  |  |  |  |  |  |  |  |  |  |  |  |  |  |  |  |  |  |  |  |  |  |  |  |  |  |
|           |           | Aunulf († 697/714) | Aunulf († 697/714) | Aunulf († 697/714) | Aunulf († 697/714) | Aunulf († 697/714) | Aunulf († 697/714) |                               |                               |                               |                               |                               |                               |             |             | Clotilde Doda († 699) x Teodoric III | Clotilde Doda († 699) x Teodoric III | Clotilde Doda († 699) x Teodoric III | Clotilde Doda († 699) x Teodoric III | Clotilde Doda († 699) x Teodoric III | Clotilde Doda († 699) x Teodoric III |               |               |               |               |  |  |            |            |            |            |            |            |  |  | Pipí d'Héristal majordom de palau († 714) | Pipí d'Héristal majordom de palau († 714) | Pipí d'Héristal majordom de palau († 714) | Pipí d'Héristal majordom de palau († 714) | Pipí d'Héristal majordom de palau († 714) | Pipí d'Héristal majordom de palau († 714) |  |  |  |  |  |  |  |  |  |  |  |  |  |  |  |  |  |  |  |  |  |  |  |  |  |  |  |  |  |  |  |  |
|           |           | Aunulf († 697/714) | Aunulf († 697/714) | Aunulf († 697/714) | Aunulf († 697/714) | Aunulf († 697/714) | Aunulf († 697/714) |                               |                               |                               |                               |                               |                               |             |             | Clotilde Doda († 699) x Teodoric III | Clotilde Doda († 699) x Teodoric III | Clotilde Doda († 699) x Teodoric III | Clotilde Doda († 699) x Teodoric III | Clotilde Doda († 699) x Teodoric III | Clotilde Doda († 699) x Teodoric III |               |               |               |               |  |  |            |            |            |            |            |            |  |  | Pipí d'Héristal majordom de palau († 714) | Pipí d'Héristal majordom de palau († 714) | Pipí d'Héristal majordom de palau († 714) | Pipí d'Héristal majordom de palau († 714) | Pipí d'Héristal majordom de palau († 714) | Pipí d'Héristal majordom de palau († 714) |  |  |  |  |  |  |  |  |  |  |  |  |  |  |  |  |  |  |  |  |  |  |  |  |  |  |  |  |  |  |  |  |
|           |           |                    |                    |                    |                    |                    |                    |                               |                               |                               |                               |                               |                               |             |             |                                      |                                      |                                      |                                      |                                      |                                      |               |               |               |               |  |  |            |            |            |            |            |            |  |  |                                           |                                           |                                           |                                           |                                           |                                           |  |  |  |  |  |  |  |  |  |  |  |  |  |  |  |  |  |  |  |  |  |  |  |  |  |  |  |  |  |  |  |  |
|           |           |                    |                    | Bertrada de Prüm   | Bertrada de Prüm   | Bertrada de Prüm   | Bertrada de Prüm   | Bertrada de Prüm              | Bertrada de Prüm              |                               |                               | Clodoveu IV                   | Clodoveu IV                   | Clodoveu IV | Clodoveu IV | Clodoveu IV                          | Clodoveu IV                          |                                      |                                      | Khildebert IV                        | Khildebert IV                        | Khildebert IV | Khildebert IV | Khildebert IV | Khildebert IV |  |  | Clotari IV | Clotari IV | Clotari IV | Clotari IV | Clotari IV | Clotari IV |  |  | Carles Martell                            | Carles Martell                            | Carles Martell                            | Carles Martell                            | Carles Martell                            | Carles Martell                            |  |  |  |  |  |  |  |  |  |  |  |  |  |  |  |  |  |  |  |  |  |  |  |  |  |  |  |  |  |  |  |  |
|           |           |                    |                    | Bertrada de Prüm   | Bertrada de Prüm   | Bertrada de Prüm   | Bertrada de Prüm   | Bertrada de Prüm              | Bertrada de Prüm              |                               |                               | Clodoveu IV                   | Clodoveu IV                   | Clodoveu IV | Clodoveu IV | Clodoveu IV                          | Clodoveu IV                          |                                      |                                      | Khildebert IV                        | Khildebert IV                        | Khildebert IV | Khildebert IV | Khildebert IV | Khildebert IV |  |  | Clotari IV | Clotari IV | Clotari IV | Clotari IV | Clotari IV | Clotari IV |  |  | Carles Martell                            | Carles Martell                            | Carles Martell                            | Carles Martell                            | Carles Martell                            | Carles Martell                            |  |  |  |  |  |  |  |  |  |  |  |  |  |  |  |  |  |  |  |  |  |  |  |  |  |  |  |  |  |  |  |  |
|           |           |                    |                    | Caribert de Laon   |                    |                    |                    |                               |                               |                               |                               |                               |                               |             |             |                                      |                                      |                                      |                                      |                                      |                                      |               |               |               |               |  |  |            |            |            |            |            |            |  |  |                                           |                                           |                                           |                                           |                                           |                                           |  |  |  |  |  |  |  |  |  |  |  |  |  |  |  |  |  |  |  |  |  |  |  |  |  |  |  |  |  |  |  |  |
|           |           |                    |                    |                    |                    |                    |                    |                               |                               |                               |                               |                               |                               |             |             |                                      |                                      |                                      |                                      |                                      |                                      |               |               |               |               |  |  |            |            |            |            |            |            |  |  |                                           |                                           |                                           |                                           |                                           |                                           |  |  |  |  |  |  |  |  |  |  |  |  |  |  |  |  |  |  |  |  |  |  |  |  |  |  |  |  |  |  |  |  |
|           |           |                    |                    | Bertrada de Laon   | Bertrada de Laon   | Bertrada de Laon   | Bertrada de Laon   | Bertrada de Laon              | Bertrada de Laon              |                               |                               |                               |                               |             |             |                                      |                                      |                                      |                                      |                                      |                                      |               |               |               |               |  |  |            |            |            |            |            |            |  |  | Pipí el Breu                              | Pipí el Breu                              | Pipí el Breu                              | Pipí el Breu                              | Pipí el Breu                              | Pipí el Breu                              |  |  |  |  |  |  |  |  |  |  |  |  |  |  |  |  |  |  |  |  |  |  |  |  |  |  |  |  |  |  |  |  |
|           |           |                    |                    | Bertrada de Laon   | Bertrada de Laon   | Bertrada de Laon   | Bertrada de Laon   | Bertrada de Laon              | Bertrada de Laon              |                               |                               |                               |                               |             |             |                                      |                                      |                                      |                                      |                                      |                                      |               |               |               |               |  |  |            |            |            |            |            |            |  |  | Pipí el Breu                              | Pipí el Breu                              | Pipí el Breu                              | Pipí el Breu                              | Pipí el Breu                              | Pipí el Breu                              |  |  |  |  |  |  |  |  |  |  |  |  |  |  |  |  |  |  |  |  |  |  |  |  |  |  |  |  |  |  |  |  |
|           |           |                    |                    |                    |                    |                    |                    |                               |                               |                               |                               |                               |                               |             |             |                                      |                                      |                                      |                                      |                                      |                                      |               |               |               |               |  |  |            |            |            |            |            |            |  |  |                                           |                                           |                                           |                                           |                                           |                                           |  |  |  |  |  |  |  |  |  |  |  |  |  |  |  |  |  |  |  |  |  |  |  |  |  |  |  |  |  |  |  |  |
|           |           |                    |                    |                    |                    |                    |                    |                               |                               |                               |                               |                               |                               |             |             |                                      |                                      |                                      |                                      | Carlemany                            |                                      |               |               |               |               |  |  |            |            |            |            |            |            |  |  |                                           |                                           |                                           |                                           |                                           |                                           |  |  |  |  |  |  |  |  |  |  |  |  |  |  |  |  |  |  |  |  |  |  |  |  |  |  |  |  |  |  |  |  |